# Sundasciurus philippinensis
Sundasciurus philippinensis es una especie de roedor de la familia Sciuridae.

## Distribución geográfica
Es endémica de Mindanao e islas de su zona biogeográfica (Filipinas).